# Red de Seguridad y Defensa de América Latina

## Sobre nosotros
Es una organización no gubernamental con sede en Buenos Aires y Montevideo (Argentina y Uruguay), que busca colaborar con la construcción de un entorno democrático seguro y pacífico a nivel global. Una red que crea, fortalece y vincula las capacidades y esfuerzos de los tomadores de decisiones, académicos y miembros de la sociedad civil en el ámbito de la seguridad y la defensa, colaborando en la construcción de un ambiente democrático pacífico en América Latina y el Caribe donde existan instituciones democráticas que generen políticas, experiencias e iniciativas que al mismo tiempo impacten el entorno de seguridad hemisférico e internacional.
Creada en 2001, RESDAL trabaja en la generación de una red de expertos en temas de seguridad y defensa mediante la combinación de la sociedad civil, académicos y profesionales. Como Think-tank y centro de acción su misión es servir como espacio para la generación de proyectos y la incidencia para el avance democrático del sector de la seguridad, con impacto tanto en el entorno hemisférico como en la seguridad internacional. Desde su fundación, hemos contribuido a una mayor transparencia de las instituciones gubernamentales y a la introducción de temas clave en la agenda regional, al tiempo que apoyamos los procesos de cooperación hemisférica y el fomento de la confianza, y reforzamos las capacidades del Estado y la sociedad civil, todo lo cual nos inspira a seguir trabajando.

## Actividades y proyectos

### Atlas comparativo de la seguridad y defensa de América Latina
El Atlas Comparativo de la Defensa en América Latina y el Caribe - Edición 2024 es una herramienta de referencia elaborada por RESDAL, que ofrece un panorama integral y actualizado sobre las políticas de defensa en la región. A través de una exhaustiva recopilación y análisis de datos actuales, el Atlas es esencial para entender las dinámicas de seguridad en el hemisferio, promoviendo la transparencia y el debate sobre los desafíos contemporáneos en materia de defensa. 
https://www.resdal.org/esp/Atlas-RESDAL.html

### Resumen semanal de noticias RESDAL
Todas las semanas se envía electrónicamente un muy completo informe de prensa con noticias sobre lo acontecido en los países de la región. Cuando hay méritos suficientes se compilan informes ad hoc. 
https://www.resdal.org/noticias/